# Laxmikant-Pyarelal

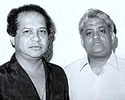
Laxmikant-Pyarelal

Laxmikant-Pyarelal sono un duo di compositori indiani composto da Laxmikant Shantaram Kudalkar (1937–1998) e Pyarelal Ramprasad Sharma (1940-). Il duo ha composto musiche per oltre 630 film hindi dal 1963 al 1998, lavorando per i registi Raj Kapoor, Dev Anand, Baldev Raj Chopra, Shakti Samanta, Manmohan Desai, Yash Chopra, Subhash Ghai e Manoj Kumar.